# Bufo hadramautinus
"Bufo" hadramautinus
Espèce
"Bufo" hadramautinus  est une espèce d'amphibiens de la famille des Bufonidae.

## Répartition
Cette espèce est endémique de Hadramaout au Yémen.

## Publication originale
- Cherchi, 1963 : Una nuova specie di Bufo dell'Arabia meridionale Spediezione Scortecci nell'Hadramaut Bollettino dei Musei e Degli Istituti Biologici dell'Università di Genova, vol. 32, p. 5-13.